# شوراب (خوی)
شوراب، روستایی است از توابع بخش مرکزی شهرستان خوی استان آذربایجان غربی ایران.

## جمعیت
این روستا در دهستان گوهران قرار داشته و براساس سرشماری مرکز آمار ایران در سال ۱۳۹۵، جمعیت این روستا برابر با ۸۷۸ نفر (۲۶۰ خانوار) بوده‌است. 